# Jasło Niegłowice
Jasło Niegłowice – przystanek kolejowy w Jaśle (w dzielnicy Niegłowice), w województwie podkarpackim, w Polsce.

## Ruch pasażerski
| Rok  | Wymiana pasażerska na dobę |
| ---- | -------------------------- |
| 2017 | 0-9                        |
| 2022 | 0-9                        |

Zgodnie rozkładem jazdy obowiązującym od 8 grudnia 2007 przystanek kolejowy Jasło Niegłowice został na czas nieokreślony zawieszony. Przyczyną tego było tylko jedno połączenie kolejowe Jasła ze Stróżami prowadzone jedynie w okresie wakacyjnym. W związku z tym że był to pociąg pośpieszny następną stacją po Jaśle były dopiero Gorlice Zagórzany. Wszystkie pozostałe przystanki kolejowe przed Bieczem zostały zawieszone. W 2009 pociąg ten zlikwidowano. Od 2015 zatrzymuje się tu pociąg Kolei Małopolskich relacji Kraków - Jasło.